# Absorção (lógica)
Absorção é uma forma lógica de argumento válido e uma regra de inferencia da lógica proposicional. A regra estabelece que se {\displaystyle P} implica {\displaystyle Q}, então {\displaystyle P} implica {\displaystyle P} e {\displaystyle Q}. A regra torna possível introduzir conjunções em provas. Isto é chamado de lei de absorção visto que o termo {\displaystyle Q} é "absorvido" pelo termo {\displaystyle P} na consequência. Formalmente:
{\displaystyle {\frac {P\to Q}{\therefore P\to (P\land Q)}}}
ou seja: sempre uma instância de "{\displaystyle P\to Q}" aparecer numa linha de alguma prova, "{\displaystyle P\to (P\land Q)}" pode ser conluído na linha seguinte.

## Notação formal
A regra de absorção pode ser expressa como a sequente:
{\displaystyle P\to Q\vdash P\to (P\land Q)}
onde {\displaystyle \vdash } é um símbolo metalogico significando que {\displaystyle P\to (P\land Q)} é consequência lógica de {\displaystyle (P\leftrightarrow Q)} em algum sistema lógico;
e expresso como uma tautologia ou teorema da lógica proposicional. O princípio foi estabelecido como um teorema da lógica proposicional por Russell e Whitehead em principia mathematica como:
{\displaystyle (P\to Q)\leftrightarrow (P\to (P\land Q))}
onde {\displaystyle P}, e {\displaystyle Q} são proposições expressas em algum sistema lógico.

## Exemplos
Se vai chover, então eu levarei meu casaco.

Portanto, se vai chover então vai chover e eu levarei meu casaco.

## Prova por tabela-verdade
| {\displaystyle P\,\!} | {\displaystyle Q\,\!} | {\displaystyle P\rightarrow Q} | {\displaystyle P\rightarrow P\land Q} |
| --------------------- | --------------------- | ------------------------------ | ------------------------------------- |
| v                     | v                     | v                              | v                                     |
| V                     | F                     | F                              | F                                     |
| F                     | V                     | V                              | V                                     |
| F                     | F                     | V                              | V                                     |

## Prova formal
| Proposição                                         | Derivação                |
| -------------------------------------------------- | ------------------------ |
| {\displaystyle P\rightarrow Q}                     | Implicação               |
| {\displaystyle \neg P\lor Q}                       | Implicação material      |
| {\displaystyle \neg P\lor P}                       | Lei do terceiro excluído |
| {\displaystyle (\neg P\lor P)\land (\neg P\lor Q)} | Conjunção                |
| {\displaystyle \neg P\lor (P\land Q)}              | Distribuição reversa     |
| {\displaystyle P\rightarrow (P\land Q)}            | Implicação material      |

## References
1. ↑  Copi, Irving M.; Cohen, Carl (2005). Introduction to Logic. [S.l.]: Prentice Hall. p. 362
2. ↑  http://www.philosophypages.com/lg/e11a.htm
3. ↑  Russell and Whitehead, Principia_mathematica